# BLOW UP!
『BLOW UP!』（ブロウ・アップ）は、細野不二彦による日本の漫画。ジャズのサックス奏者を主人公とする音楽漫画。小学館『ビッグコミックスペリオール』1988年21号より1989年19号まで連載された。全23話。
細野が青年漫画への転向期に描いた一作で、『あどりぶシネ倶楽部』『うにばーしてぃBOYS』と共に「青春三部作」と総称もされる。

## あらすじ
大学の名門ジャズ同好会でテナーサックスを吹いていた菊池オサム。彼はプロミュージシャンになろうと一念発起し、大学を中退してみたものの、すぐ音楽で食べていけるほど現実は甘くない。実家から仕送りを打ち切られ、食い繋ぐためアルバイトに明け暮れる日々。サックスを吹ける仕事といえば、キャバレーのハコバン、カラオケテープの録音、二世タレントや女性アイドルのバックバンドなど、本意ならざるものばかり。揺らぐ想いを紛らわせてくれるのは、行きつけのジャズバー「DEBBY」に集う常連たちや、貸しスタジオでセッションを楽しむ演奏仲間だった。
音楽を巡る人生模様には、チャンスを追い続ける者、挫折して別の道に進む者、創作の苦しみを味わう者、趣味として愛でる者など、様々なプレーヤーが登場する。一般人から世界的スターまで、それぞれの音楽に向き合う姿をオサムは知っていく。
やがて、巨匠クリフォード・デイビスに託された遺作「Sam's Blues」を契機に、オサムが演奏仲間と組んだバンドは丸の内のオフィス街で行ったストリートライブが評判となり、メジャーデビューへのきっかけをつかむ。オサムは混血（ハーフ）のサックス奏者由井大明と出逢い、互いをライバルと認めあうが、由井の突然の死によって、オサムにチャンスが回ってくる巡りあわせとなる。オサムは成功へのステージを前に確認する、自分は何のために音楽をやってきたのか？ それは、生まれた場所から一歩でも遠くへ行くためであると。

## 登場人物

### 主人公とバンド仲間
菊池オサム（きくち オサム）
本作の主人公。担当楽器はテナーサックス。関西地方出身で、東京で暮らしながらも常に関西弁で喋る。細身の割に大食漢。
高校時代は勉強もスポーツもそこそこでき、実家は建設会社で金回りも良いという「おいしい男」だったが、都内一流S大学で音楽にのめり込み、留年を重ねた挙句、実家から勘当され、大学を中退してプロを目指すことになる。著名な演奏家を輩出したS大ジャズ同好会「4ビートクラブ」でレギュラーコンボを張ったこともあるが、プレイは粗削りで、スランプにはまって自己嫌悪することもある。食うや食わずやの耐乏生活を送りながらも、音楽を生計の手段と割り切れるほど擦れてはいない。
巨匠クリフォード・デイビスから贈られた遺作「Sam's Blues」を演奏するため樫山・野坂・福田と「丸の内ジャズカルテット（MJQ）」を結成。ストリートライブでの熱い演奏が評価され、有名ジャズクラブから出演のオファーをもらうようになる。最終話では亡くなった由井に代わり、夏のジャズフェスティバルの本命「ライブ・アンダー・ザ・ヘブン」に出演を果たす。
樫山（かしやま）
担当楽器はウッドベース。背が低く、作品後半では頭をさっぱり丸めてスキンヘッドになり、バンダナを巻いている。
普段は自動車整備工として働きながらプロを目指しているが、父親の体調次第では、故郷に帰らなければならない立場にいる。学歴への劣等感から当初は菊池を嫌っていたが、セッションで互いを認めてから行動を共にするようになる。「上手いだけのミュージシャンなら用無しさ」といったぶしつけな言葉で、菊池の甘さを切り捨てることもある。
野坂（のさか）
担当楽器はドラム。渋い味のあるドラマーとして知られ、「赤鼻のブレイキー」なる仇名も。
人のよさそうな小柄なおじさんに見えて、飲んだくれで、借金を踏み倒す常習犯。飲み代のツケがたまった時のみ、店で演奏するという気ままな人生を過ごしている。かつては本場ニューヨークで修行し、クリフォード・デイビスとヴィレッジの安アパートで同居していた。
福田陽一（ふくだ よういち）
担当楽器はピアノ。S大学4ビートクラブ時代のオサムの後輩。童顔で眼鏡をかけている。
3回生で唯一4ビートクラブのレギュラーを取るなど、一目置かれるピアニストだったが、卒業後は大手のキキン・ビールに就職し宣伝部で働いている。仕事は有能だが、多忙で心身とも疲れ気味。MJQへの参加を機に会社を辞めミュージシャンになろうとしたが、職場の彼女に反対されて断念する。
島田（しまだ）
担当楽器はピアノ。音大出身で4ビートクラブに出稽古に来ていた縁で、オサムを貸しスタジオのセッションに誘う。
石橋（いしばし）
担当楽器はドラム。島田が集めたセッションメンバーで、オサムと樫山と3人組でよく行動している。オサムがアイドルのバックバンドになることを「プロダクションの奴隷」と反対した。

### 「DEBBY」に集う人々
マスター
ジャズバー「DEBBY」の経営者。S大4ビートクラブのOB（ドラマー）で、一流企業に就職したが脱サラして店を開いた。店の名前は、学生時代から太っていたため「デビィ石井」と呼ばれていたことにちなむ。後輩のオサムを応援し、アルバイト先を紹介したり、店を営業時間外に練習場所として貸したりしている。妻とは半年間別居の末、離婚が成立した。
松田郁美（まつだ いくみ）
「DEBBY」でアルバイトをしている大学生。とらえどころのない奔放な性格で、男性客たちをもてなす店の看板娘。秘かに中年男性と不倫関係にある。オサムとは口喧嘩仲間だったが、酔った勢いで一夜を共にし、妊娠騒動を起こす。
井上（いのうえ）
「DEBBY」の常連客。風采の上がらない窓際族の課長だが、宝くじで当たった10万円でサックスを衝動買いし、ド素人ながらオサムに吹き方を教わる。真面目に練習した成果を、息子の裕太ら小学生の前で披露する。
山根（やまね）
ギムレットをキャッシュ・オン・デリバリーで注文する、ハードボイルド好きな私立探偵。オサムのバイト先のスーパーマーケットの店長の浮気調査のため張り込む。

### ミュージシャン
ボブ・ジョーンズ (Bob Jones)
福田が担当したサマージャズフェスティバルの海外ゲスト。1950年代のニューヨークで鳴らした名ドラマーだが、若い演奏家たちと息が合わずステージを放り出し、バーで飲んでいた時、オサムと福田の即興演奏に触発される。
秋山（あきやま）
ベテランのピアニスト。スタジオミュージシャンとして多芸多才、温厚かつ世話好きとあって業界内で信頼が厚いが、器用貧乏がたたってレコードデビューできずにいる。リーダーアルバムを出す計画にオサムを誘うが、実現せず終わる。
船戸洋一（ふなと よういち）
売り出し中のトランペッター。下積み時代に秋山に世話をしてもらったが、その恩人と縁を切って先にデビューした。秋山に誘われたオサムに「センスを摘まれないよう気を付けろ」と忠告する。
野田隆介（のだ りゅうすけ）
大物ジャズピアニスト野田拓也の息子。ロックボーカルからジャズトランペッターに転向してメジャーデビューするため、バックバンドのオーディションを行い、オサムが合格する。レコーディング中に酒気帯び運転で事故を起こし、同乗者の女性に重傷を負わせる。
クリフォード・デイビス (Clifford Davis)
オサムが「サックスの神様」と憧れる世界的な演奏家。野坂は赤貧時代を共にした旧友で、来日公演の際、野坂に連れられオサムのアパートに泊まり込む。帰国後、オサムに宛てた“Sam's Blues”を書くが、肝硬変により57歳で死去。
岡江まり（おかえ まり）
アマチュアロックバンドのボーカル。オサムが中退したS大学の在校生。レコード会社からスカウトされ、バンドリーダーである恋人の反対を押し切ってソロデビューを決心する。
相川ちさと（あいかわ ちさと）
オサムがバックバンドを勤める人気女性アイドル。公称17歳で、実年齢は18歳。かなりの酒豪で、ライブツアーの宿泊先で酔ってバンドメンバーやマネージャーに絡んだこともある。
安藤リエ（あんどう リエ）
ニューヨーク帰りの美人サックス奏者。26歳。亡くなったクリフォード・デイビスの弟子にして、最後の恋人。クリフォードが自分の曲を遺してくれなかったことを恨み、“Sam's Blues”を“Rie's Blues”の名で発表しようとするが、オサムのプレイにクリフォードの熱い息吹を感じて涙する。
由井大明（ゆい ひろあき）
米軍基地の町から現れた混血（ハーフ）のテナーサックス奏者。21歳。アメリカ人の父親が残したレコードを聴いて育ち、ジャズは故郷と自分を結ぶ「絆」と信じて、いつか彼の地で演奏することを目指している。オサムをライバルと認めながら、自分のサックスの方が上だと断言する。「ライブ・アンダー・ザ・ヘブン」への出演が決まるが、交際相手との別れ話がもつれ、ライブハウスで拳銃で射殺される。

### 音楽関係者
鴨下俊（かもした しゅん）
ベテランの音楽評論家。ニヒルな口調で、ボブ・ジョーンズのことを「時流に取り残されたロートル」、野田隆介のことを「ジュニア全盛の最近ありがちな勘違い」などと批評する。オサムらのストリートライブを聴いてから、音楽業界へプッシュするようになる。
宮沢（みやざわ）
相川ちさとを担当する芸能マネージャー。名の売れたトランペッターだったが、大会場で海外一流ミュージシャンとセッションしたときに緊張して失敗し、半年後ジャズから足を洗ったという過去がある。
小田（おだ）
相川ちさとのライブツアーの楽器担当スタッフ。ケチでつまらない男と思われていたが、本来は実力あるギタリスト。周りに内緒でコツコツ資金を貯め、本場の音楽を学ぶためニューヨークへ旅立つ。

### その他の人物
浅田京子（あさだ きょうこ）
円井デパートのクレジットカウンターに勤める店員。オサムは高校時代の元彼氏で、「何でも小器用にできてしまうのがつまらない」とふった相手だった。東京で2年ぶりに再会してよりを戻しかけるが、やりがいのある仕事を見つけるため故郷へ帰る。
コバヤシ
首都大プロデュース研究会の学生。一流ホテルで会費3万円の新年パーティーを企画し、BGMの演奏をオサムらに依頼する。パーティー会場で乱闘騒ぎを起こした末、オサムにK.Oされる。
砂田（すなだ）
暴力団「大河内組」の代貸（No.2）。こわもての大男だが、幼い頃に姉からもらったハーモニカをお守り代わりに持ち、気慰めに『月の沙漠』を吹いている。抗争相手のチンピラに拳銃で撃たれたが、胸にしまっていたハーモニカのおかげで命が助かる。
オサムの兄
オサムの実家の建設会社の次期社長。いずれは会社を辞めて、友人らとコンピューターソフトの会社を立ち上げるつもりだったが、父親が倒れたり、弟がミュージシャンになると言い出したため、家業を継ぐことになった。

## 各話タイトル
タイトルにはジャズのスタンダード・ナンバー（ジャズ・スタンダード）の題名を引用している。
- Session.1 "IT COULD HAPPEN TO YOU"
- Session.2 "NIGHT & DAY"
- Session.3 "I GOTTA RHYTHM"
- Session.4 "MEMORIES OF YOU"
- Session.5 "IT DON'T MEAN A THING (IF IT AIN'T GOT THAT SWING)"
- Session.6 "YOU & THE NIGHT & THE MUSIC"
- Session.7 "ドント・ブレイム・ミー（英語版）"
- Session.8 "GHOST OF A CHANCE"
- Session.9 "GHOST OF A CHANCE" [Take2]
- Session.10 "YOU DON'T KNOW WHAT LOVE IS（英語版）"
- Session.11 "I REMEMBER CLIFFORD（英語版）"
- Session.12 "DON'T BE THAT WAY"
- Session.13 "WHEN YOU WISH UPON A STAR"
- Session.14 "SONG FOR MY FAHTER"
- Session.15 "MACK THE KNIFE"
- Session.16 "DESERT MOONLIGHT"
- Session.17 "SOMEONE TO WATCH OVER ME"
- Session.18 "AUTUMN IN NEW YORK（英語版）"
- Session.19 "BIRTH OF THE BLUES（英語版）" [Take1]
- Session.20 "BIRTH OF THE BLUES" [Take2]
- Session.21 "TAKE THE "A・TRAIN""
- Session.22 "EVERYTIME WE SAY GOOD-BYE" [Take1]
- Session.23 "EVERYTIME WE SAY GOOD-BYE" [Take2]

## 単行本
単行本
- BLOW UP! Vol.1 IT COULD HAPPEN TO YOU - ビッグコミックス、1989年6月、ISBN 4-09-182011-5（Session.1-9収録）
- BLOW UP! Vol.2 BIRTH OF THE BLUES - ビッグコミックス、1989年10月、ISBN 4-09-182012-3（Session.11・13・16-23収録）

ワイド版
- BLOW UP! - ビッグコミックスワイド版、1999年1月、ISBN 4-09-185812-0

文庫版
- Blow UP! - 小学館文庫、2001年7月、ISBN 4-09-192554-5